# Demi-glace

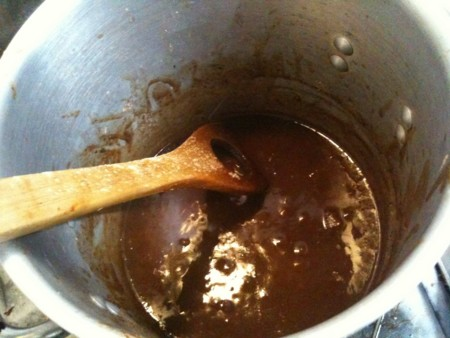
Réduction d’une demi-glace.

En cuisine, la demi-glace est une sauce réduite, réalisée à partir d'un fond brun, généralement de veau et parfois de bœuf, qui tire sa texture gélatineuse de la moelle des os utilisés dans le fond brun, et sa couleur de la caramélisation des viandes et des os préalablement au mouillage. On y ajoute parfois de la tomate et des aromates.
La demi-glace sert de base pour de nombreuses sauces.
Lorsque son niveau de réduction est moindre, elle porte le nom de sauce espagnole. Lorsque son niveau de réduction est très élevé, elle porte le nom de glace de viande, d'où son nom, « demi-glace ».
En gastronomie française classique, la demi-glace est considérée comme la reine des sauces.